# سان-كلود (غوادلوب)
سان-كلود (بالفرنسية: Saint-Claude)‏ هي بلدية فرنسية يسكنها 10505 نسمة (حسب إحصاء 1 يناير 2011)، وهي تقع في إقليم جوادلوب في جزر الأنتيل الصغرى.

## أعلام
- جياني يونيفيل
- جوسو بلوكوس
- مارك جوديث
- يانيك ماميلون
- ميكائيل جيرمان